# Landkreis Linden
| Basisdaten                                      | Basisdaten                          |
| ----------------------------------------------- | ----------------------------------- |
| Preußische Provinz                              | Hannover                            |
| Regierungsbezirk                                | Hannover                            |
| Kreisstadt                                      | 1885–1920 Linden 1920–1932 Hannover |
| Bestandszeitraum                                | 1885–1932                           |
| Fläche                                          | 286,57 km² (1910)                   |
| Einwohner:                                      | 43.357 (1910)                       |
| Bevölkerungsdichte:                             | 151 Einw./km² (1910)                |
| Gemeinden                                       | 49 (1932)                           |
| Kfz-Kennzeichen                                 | I S                                 |
| Lage des Kreises in der Provinz Hannover (1905) |                                     |
| Lage des Kreises Linden in der Provinz Hannover |                                     |

Der Landkreis Linden war ein Landkreis in der preußischen Provinz Hannover. Verwaltungssitz war die Stadt Linden, die seit 1920 ein Stadtteil von Hannover ist. Der Landkreis umfasste im Wesentlichen das Gebiet der heutigen Gemeinden Barsinghausen, Gehrden, Ronnenberg, Seelze und Wennigsen (Deister) sowie die heutigen hannoverschen Stadtbezirke Ahlem-Badenstedt-Davenstedt, Linden-Limmer und Ricklingen.

## Geschichte
Der Kreis Linden wurde 1885 aus den alten hannoverschen Ämtern Linden und Wennigsen gebildet. Der Verwaltungssitz befand sich in der Stadt Linden, die bereits 1886 aus dem Kreis ausschied und einen eigenen Stadtkreis bildete. Der Kreis Linden hieß seitdem Landkreis Linden. Die Gemeinden Badenstedt, Bornum, Davenstedt sowie Limmer wurden 1909 und die Gemeinde Ricklingen wurde 1913 in die kreisfreie Stadt Linden eingemeindet, die ihrerseits 1920 in die Stadt Hannover eingemeindet wurde.
Der Landkreis Linden wurde 1932 durch eine Verordnung des preußischen Staatsministeriums aufgelöst und in den Landkreis Hannover eingegliedert.

## Einwohnerentwicklung
| Jahr      | 1890   | 1900   | 1910   | 1925   |
| --------- | ------ | ------ | ------ | ------ |
| Einwohner | 35.994 | 42.772 | 43.357 | 39.769 |

## Landräte
- 1885–1894 Gustav von Heimburg (1828–1910)
- 1894–1901 Wilhelm Meister
- 1901–1904 Heinrich von Zedlitz und Neukirch (1863–1943)
- 1904–1920 Reinhard Roßmann
- 1920–1926 Hans Krüger (1884–1945)
- 1926–1928 Robert Scholz
- 1928–1931 Emil Neugebauer
- 1931–1932 Robert Onnen (1887–1968)

## Städte und Gemeinden
Die folgende Tabelle listet alle Städte und Gemeinden, die dem Landkreis Linden angehörten mit ihrer Einwohnerzahl von 1925:
| Gemeinde               | Ew. 1925 | Anmerkungen                                                |
| ---------------------- | -------- | ---------------------------------------------------------- |
| Ahlem                  | 1.091    |                                                            |
| Almhorst               | 322      |                                                            |
| Argestorf              | 342      |                                                            |
| Badenstedt             |          | 1909 zur Stadt Linden; 1.302 Einwohner im Jahre 1895       |
| Bantorf                | 645      |                                                            |
| Barrigsen              | 176      |                                                            |
| Barsinghausen          | 4.732    |                                                            |
| Benthe                 | 562      |                                                            |
| Bönnigsen              |          | 1928 zu Degersen; 69 Einwohner im Jahre 1910               |
| Bornum                 |          | 1909 zur Stadt Linden; 830 Einwohner im Jahre 1895         |
| Bredenbeck             | 1.370    |                                                            |
| Davenstedt             |          | 1909 zur Stadt Linden; 260 Einwohner im Jahre 1895         |
| Degersen               | 333      |                                                            |
| Ditterke               | 224      |                                                            |
| Döteberg               | 253      |                                                            |
| Eckerde                | 289      |                                                            |
| Egestorf               | 1.991    |                                                            |
| Empelde                | 980      |                                                            |
| Everloh                | 369      |                                                            |
| Evestorf               | 180      |                                                            |
| Gehrden, Stadt         | 2.561    |                                                            |
| Göxe                   | 166      |                                                            |
| Großgoltern            | 425      |                                                            |
| Groß Munzel            | 863      |                                                            |
| Gümmer                 | 462      |                                                            |
| Harenberg              | 438      |                                                            |
| Hohenbostel            | 900      |                                                            |
| Holtensen bei Wunstorf | 536      |                                                            |
| Holtensen bei Weetzen  | 233      |                                                            |
| Kirchdorf              | 872      |                                                            |
| Kirchwehren            | 335      |                                                            |
| Landringhausen         | 419      |                                                            |
| Langreder              | 604      |                                                            |
| Lathwehren             | 229      |                                                            |
| Lemmie                 | 319      |                                                            |
| Lenthe                 | 381      |                                                            |
| Letter                 | 2.299    |                                                            |
| Leveste                | 560      |                                                            |
| Limmer                 |          | 1909 zur Stadt Linden; 3.084 Einwohner im Jahre 1895       |
| Linden, Stadt          |          | seit 1886 kreisfreie Stadt; 25.570 Einwohner im Jahre 1885 |
| Lohnde                 | 720      |                                                            |
| Nordgoltern            | 401      |                                                            |
| Northen                | 314      |                                                            |
| Ostermunzel            | 349      |                                                            |
| Redderse               | 264      |                                                            |
| Ricklingen             |          | 1913 zur Stadt Linden; 5.817 Einwohner im Jahre 1910       |
| Ronnenberg             | 2.179    |                                                            |
| Seelze                 | 3.340    |                                                            |
| Sorsum                 | 237      |                                                            |
| Stemmen                | 461      |                                                            |
| Velber                 | 389      |                                                            |
| Weetzen                | 842      |                                                            |
| Wennigsen (Deister)    | 2.460    |                                                            |
| Wettbergen             | 640      |                                                            |
| Wichtringhausen        | 408      |                                                            |
| Winninghausen          | 240      |                                                            |